# Mer marginale
En géographie, une mer marginale peut être synonyme de mer épicontinentale ou de mer bordière. Dans un contexte géologique, une mer marginale ou bassin marginal est un bassin arrière-arc rempli. C'est donc une mer située sur une marge active, comprise soit entre un arc insulaire et un continent, soit entre deux arcs insulaires. Elles sont créées par la subduction de la lithosphère océanique sous une autre lithosphère océanique, la lithosphère continentale qui forme l'arc insulaire n'étant pas assez épaisse pour remplir son rôle classique dans une subduction lithosphère océanique / lithosphère continentale.
Trois zones géologiques contiennent des mers marginales, l'ouest de l'océan Pacifique depuis la fosse des Kermadec jusqu'aux îles Aléoutiennes, la zone téthysienne vestige de l'océan Téthys et qui géographiquement comprend les Caraïbes et certaines portions de la Méditerranée et enfin une petite zone comprise entre l'Amérique du Sud et l'Antarctique.
Il existe deux types de mer marginale suivant le sens de subduction de la lithosphère océanique, dans tous les cas la lithosphère océanique la plus ancienne plonge sous la lithosphère océanique la plus jeune. Ces deux types sont représentés par la mer du Japon où la lithosphère océanique plonge en direction du bloc eurasie et par la mer de Chine méridionale où la lithosphère océanique plonge en direction de l'océan Pacifique.